# Evgueni Nikolaïevitch Ponasenkov
 (janvier 2023).
La mise en forme du texte ne suit pas les recommandations de Wikipédia : il faut le « wikifier ».
Les points d'amélioration suivants sont les cas les plus fréquents :
- Les titres sont pré-formatés par le logiciel. Ils ne sont ni en capitales, ni en gras.
- Le texte ne doit pas être écrit en capitales (les noms de famille non plus), ni en gras, ni en italique, ni en « petit »…
- Le gras n'est utilisé que pour surligner le titre de l'article dans l'introduction, une seule fois.
- L'italique est rarement utilisé : mots en langue étrangère, titres d'œuvres, noms de bateaux, etc.
- Les citations ne sont pas en italique mais en corps de texte normal. Elles sont entourées par des guillemets français : « et ».
- Les listes à puces sont à éviter, des paragraphes rédigés étant largement préférés. Les tableaux sont à réserver à la présentation de données structurées (résultats, etc.).
- Les appels de note de bas de page (petits chiffres en exposant, introduits par l'outil «  Source ») sont à placer entre la fin de phrase et le point final[comme ça].
- Les liens internes (vers d'autres articles de Wikipédia) sont à choisir avec parcimonie. Créez des liens vers des articles approfondissant le sujet. Les termes génériques sans rapport avec le sujet sont à éviter, ainsi que les répétitions de liens vers un même terme.
- Les liens externes sont à placer uniquement dans une section « Liens externes », à la fin de l'article. Ces liens sont à choisir avec parcimonie suivant les règles définies. Si un lien sert de source à l'article, son insertion dans le texte est à faire par les notes de bas de page.
- La présentation des références doit suivre les conventions bibliographiques. Il est recommandé d'utiliser les modèles {{Ouvrage}}, {{Chapitre}}, {{Article}}, {{Lien web}} et/ou {{Bibliographie}}. Le mode d'édition visuel peut mettre en forme automatiquement les références.
- Insérer une infobox (cadre d'informations à droite) n'est pas obligatoire pour parachever la mise en page.

Pour une aide détaillée, merci de consulter Aide:Wikification.
Si vous pensez que ces points ont été résolus, vous pouvez retirer ce bandeau et améliorer la mise en forme d'un autre article.
Evgueni Nikolaïevitch Ponasenkov (en russe : Евгений Николаевич Понасенков ; né le 13 mars 1982 à Moscou) est un historien, journaliste, producteur de théâtre, animateur de télévision, acteur et chanteur russe. Il est l'auteur de deux monographies historiques : La vérité sur la guerre de 1812 (en russe : Правда о войне 1812 года, 2004, 408 p.) et La première histoire scientifique de la guerre de 1812 (en russe : Первая научная история войны 1812 года, 2017, 900 p.).
Ponasenkov est également l'auteur de plus de 300 articles scientifiques, journalistiques, critiques et philosophiques, ainsi que d'essais sur le théâtre, le cinéma et l'histoire classique. Il possède la plus grande collection de livres et d'objets d'art de l'époque napoléonienne en Russie.

## Biographie

### Carrière
De 2003 à 2010, il a tenu une chronique dans le plus important hebdomadaire politique russe, Kommersant-Vlast,.
Le 26 juin 2014, Ponasenkov a donné une conférence à l'Institut d'information scientifique des sciences sociales de l'Académie des sciences de Russie (RAW) (en russe : Институт научной информации по общественным наукам Российской академии наук (ИНИОН РАН)) lors d'une réunion conjointe du Conseil scientifique de l'Académie russe des sciences Histoire des relations internationales et de la politique étrangère russe et l'Institut d'histoire russe de l'Académie des sciences de Russie, une conférence intitulée Deux modèles de réforme de l'Europe : Napoléon et Alexandre Ier. sur le thème Les campagnes étrangères de l'armée russe des années 1813-1814 et la réforme de l'Europe.
Depuis 2004, il donne régulièrement des concerts en tant que présentateur, chanteur et récitant de poésie et de prose.
Ponasenkov est également producteur de théâtre. La légendaire diva d'opéra Elena Obraztsova l'a invité à mettre en scène la célébration de son anniversaire (décembre 2009 - représentations théâtrales au Théâtre Bolchoï et dans la salle des colonnes de la Maison des syndicats), à laquelle ont participé de nombreuses stars de l'opéra du monde entier et des célébrités locales (dont: Éva Marton, Sylvia Sass, Maria Guleghina, Valentin Gaft, Galina Voltchek, Elina Bystritskaïa, Larissa Dolina, Vladimir Zeldine et bien d'autres).
En mars 2005, Ponasenkov a mis en scène Le jour de la poésie (en russe : День поэзии) au théâtre de la Taganka, où le metteur en scène Iouri Lioubimov a tenu le rôle du poète Alexandre Vvedenski.
En janvier 2006 a eu lieu la première de sa pièce Lignes du ciel (en russe : Линии неба) sur la vie d'Arthur Rimbaud (au théâtre « École d'art dramatique » de Moscou, avec Dani Kagan (France) et Yulia Bordovskikh dans les rôles principaux).
En mars 2006, la première de sa pièce La légende allemande (en russe : Немецкая сага) a lieu au centre Meyerhold.
En 2008, Ponasenkov a dirigé le programme de musique classique de la « Maison des amis des jeux olympiques » (en russe : Дома друзей Олимпиады), le centre culturel de la délégation russe aux Jeux olympiques de Pékin.
En juin 2010, Ponasenkov a joué, en tant que metteur en scène, le rôle principal masculin dans une production théâtrale adaptée de sa propre pièce Le dernier tango de Lili Marleen (en russe : Последнее танго Лили Марлен) à la Maison internationale de la musique de Moscou.
À l'invitation du gouvernement italien, la première de son long métrage documentaire Les mystères de la baie de Naples (Italie, 105 min, 2012 ; en russe : Мистерии Неаполитанского залива, en italien : I Misteri del Golfo di Napoli) a eu lieu en septembre 2012.
Depuis janvier 2013, il est le présentateur de l'émission d'auteur sur le cinéma de premier ordre sur Moscou. Confidence (en russe : Москва. Доверие).
Depuis juin 2013, il est auteur et co-présentateur de la série Dramaturgie de l'histoire (en russe : Драматургия истории) sur la chaîne de télévision de Saint-Pétersbourg Votre télévision publique ! (en russe : Ваше общественное телевидение!).

## Filmographie
- 2011 : Boris Godounov (Борис Годунов) de Vladimir Mirzoev